# Ankylocythere chipola
Ankylocythere chipola är en kräftdjursart som beskrevs av Hobbs III 1978. Ankylocythere chipola ingår i släktet Ankylocythere och familjen Entocytheridae. Inga underarter finns listade i Catalogue of Life.